# Itaituba pitanga
Itaituba pitanga là một loài bọ cánh cứng trong họ Cerambycidae.